# Melicope hiepkoi
Melicope hiepkoi är en vinruteväxtart som beskrevs av Thomas Gordon Hartley. Melicope hiepkoi ingår i släktet Melicope och familjen vinruteväxter. Inga underarter finns listade i Catalogue of Life.